# Julián Ayala Larrazábal
Julián Ayala Larrazábal (Toledo, 1896 o 1897 - Barcelona, 1942) va ser un guàrdia civil espanyol destinat com a tinent de la Guàrdia Colonial entre 1917 i 1931 en la colònia de Guinea Espanyola (actual Guinea Equatorial), a les ordres del coronel Tovar de Revilla.

## Biografia
Va néixer a Toledo, fill d'un capità de la Guàrdia Civil. En 1914 estudiava en l'Acadèmia d'Infanteria de Toledo. L'agost de 1917 es va establir en la Guinea Espanyola. Va exercir com a oficial en la Guàrdia Colonial des de gener de 1921. Se li va confiar la zona de Micomeseng, que en superfície ocupava gairebé la meitat del territori, encara que el control efectiu dels pocs destacaments de la Guàrdia Colonial era molt dispers (només hi havia 74 espanyols homes i 13 dones s tota Guinea Equatorial continental). Des de gener de 1923 va estar al comandament de la segona Companyia en Bata i de la primera Companyia a Santa Isabel.
El 18 de juny de 1923 la Cambra agrària Oficial de Fernando Poo va felicitar Ayala per "la tasca Patriòtica que està realitzant entre els indígenes de la seva demarcació, difonent la civilització i el coneixement d'Espanya, així com el de l'agricultura, despertant-hi el desig de venir a treballar a Fernando Poo".
Des de desembre de 1923 fins a agost de 1925 va operar a la zona d'Ebebiyín. El tinent Ayala es va distingir per la violència dels seus mètodes per aconseguir la submissió i col·laboració dels indígenes en les anomenades prestacions (mà d'obra obligatòria), particularment els utilitzats contra l'ètnia osumu d'Ebebiyín, la repressió de la qual va aconseguir proporcions de genocidi. En 1925, el tinent Ayala va ordenar cavar una fossa comuna de 20 metres de profunditat per enterrar als fang penjats a Micomeseng, com a correctiu per negar-se a treballar gratis en les prestacions. Va marxar amb la segona Companyia des de maig de 1926 en l'expedició del capità Tomás Buiza per establir llocs militars, estant al comandament després de tropes entorn de Nsork.
D'acord amb un testimoniatge d'agost de 1931, va seguir marxant amb la tercera Companyia a l'abril de 1929, manant també la cinquena Companyia d'Evinayong i al juliol del mateix any afegint el comandament de la sisena Companyia mòbil amb residència a Ayene. El juliol del 1931 es va iniciar una investigació per part de la Direcció General del Marroc i Colònies sobre les prestacions d'Ayala al voltant de Niefang i Evinayong. D'acord amb el seu mateix testimoniatge a l'agost de 1931, va negar gran part de les acusacions que se li realitzaven, anomenant als forçosament reclutats voluntaris. Preguntat sobre "si de la brigades de prestació d'Evinayong va treure bracers amb direcció a Niefang va dir que no, que de la brigada del Camí no va treure bracers, encara que podria ser que voluntaris".
En la mateixa recerca, a un testimoni, per substanciar les acusacions criminals contra Ayala i altres membres de la Guàrdia Colonial se li va preguntar “Si té testimonis que asseveren el manifestat anteriorment per ell, al que li testimoni va respondre que al Continent, existeixen a milers”. Aquests testimonis asseguren unànimement el que va passar s la "pista de Niefang a Evinayong, en la que per construir els diferents trossos es van haver de construir presons, on es ficaven als indígenes que eren reclutats forçosament conduïts lligats, qui s'alimentaven amb una ració que consistia en dues o tres iuques un dia a la setmana, se'ls donava una miqueta de peix, uns cinquanta grams, la qual cosa va ocasionar defuncions a dojo".
Va morir en 1942 a Barcelona.